# HD 157358
HD 157358，又名BD+28 2728，SAO 85028、HR 6466，是一颗恒星，视星等为6.35，位于銀經51.71，銀緯31.18，其B1900.0坐标为赤經17h 17m 36.1s，赤緯+28° 31.18′ 21″。